# 納爾遜 (紐約州)
納爾遜（英語：Nelson）是一個位於美國紐約州麥迪遜縣的鎮。

## 人口
根據2020年美國人口普查的數據，納爾遜的面積為114.10平方千米，當中陸地面積為111.52平方千米，而水域面積為2.58平方千米。當地共有人口1890人，而人口密度為每平方千米17人。